# Крістер Крістенссон
Крі́стер Крі́стенссон (швед. Krister Kristensson, 25 липня 1942, Мальме — 29 січня 2023) — шведський футболіст, що грав на позиції захисника.

## Клубна кар'єра
У дорослому футболі дебютував 1963 року виступами за команду клубу «Мальме», в якій провів шістнадцять сезонів, взявши участь у 348 матчах чемпіонату. Більшість часу, проведеного у складі «Мальме», був основним гравцем захисту команди.
Завершив професійну ігрову кар'єру у нижчоліговому клубі «Треллеборг», за команду якого виступав протягом 1980—1981 років.

## Виступи за збірну
1967 року дебютував в офіційних матчах у складі національної збірної Швеції. Протягом кар'єри у національній команді, яка тривала 6 років, провів у формі головної команди країни 38 матчів.
У складі збірної був учасником чемпіонату світу 1970 року у Мексиці.

## Титули і досягнення
- Чемпіон Швеції (6):

«Мальме»: 1965, 1970, 1971, 1974, 1975, 1977
- Володар Кубка Швеції (5):

«Мальме»: 1967, 1973, 1974, 1975, 1978